# Verchivceve
Verchivceve (ukrajinsky Верхівцеве; rusky Верховцево, Verchovcevo) je město v Dněpropetrovské oblasti na Ukrajině. Žije zde přibližně 9 900 obyvatel.

## Poloha a doprava
Verchivceve leží severovýchodně od pramenů Saksahanu, 144 kilometrů dlouhého přítoku Inhulce, a severozápadně od pramenů Mokré Sury, 138 kilometrů dlouhého přítoku Dněpru. Od Dnipra, správního střediska oblasti, je vzdáleno přes padesát kilometrů západně. Po administrativně-teritoriální reformě v červenci 2020 patří do nově vzniklého Kamjanského rajónu, do té doby bylo součástí Verchňodniprovského rajónu.
Ve městě je nádraží na železniční trati Kryvyj Rih – Jasynuvata.

## Dějiny
Založeno v roce 1884 jako železniční stanice. Za druhé světové války bylo 13. srpna 1941 obsazeno německou armádou a dobyto zpět jednotkami Rudé armády 23. října 1943.
Od roku 1956 je Verchivceve městem.